# Слиноутворення
Слиноутво́рення — процес утворення слини в слинних залозах наземних хребетних тварин і людини.
Слиноутворення відбувається в кінцевих (секреторних) відділах залоз, що мають форму альвеол або трубок. Залозисті клітини внутрішнього шару стінки виділяють секрет. Скоротливі (міоепітеліальні) клітини зовнішнього шару стінки стискають кінцеві відділи залоз і полегшують виведення з них секрету. Вивідна протока слинних залоз має у своєму складі так звані слинні трубки. Вважають, що їхні клітини беруть участь у регулюванні водяного і сольового складу слини.
У більшості тварин слиноутворення і слиновиділення відбуваються лише під час їжі, дії безумовних і умовних подразників слиноутворення. У людини слиноутворення безперервне.
Слиноутворення регулює вегетативна нервова система. Певний вплив на нього мають і гормони гіпофізу, статевих залоз та підшлункової залози.